# Mercury Energy
Mercury Energy Limited – nowozelandzkie przedsiębiorstwo energetyczne.

## Historia
W 1998 roku w wyniku podziału Electricity Corporation of New Zealand Limited powstały wtedy trzy odrębne przedsiębiorstwa państwowe: Meridian, Genesis i Mighty River. Nazwa Mighty River nawiązywała do ośmiu elektrowni wodnych na rzece Waikato, które firma odziedziczyła po podziale. W 2016 roku Mighty Power zmieniła nazwę na Mercury Energy.
Mercury zarządza 17 elektrowniami: 8  wodnym (Arapuni, Aratiatia, Atiamuri, Karāpiro, Maraetai, Ōhakuri, Waipāpa, Whakamaru),  5 geotermalnymi (Kawarau, Mokai, Nga Awa Purua, Nga Tamariki, Rotokawa) i 5 farmami wiatrowymi ( Mahinerangi, Tararua, Turitea, Waipipi, Kaiwera Downs I). 